# Contraction
Contraction (englisch für Kontraktion, chinesisch 坍缩, Pinyin tānsuō) ist eine Science-Fiction-Kurzgeschichte des chinesischen Schriftstellers Liu Cixin, zuerst veröffentlicht im Juli 1999. Im Jahr 2020 erschien die Kurzgeschichte in der Sammlung Hold Up the Sky.

## Handlung
Nach Aufstellung der großen vereinheitlichten Theorie berechnet der theoretische Physiker Ding Yi den exakten Moment, in welchem die Expansion des Universums sich umkehren und zu einer Kontraktion werden wird. Während einer Konferenz zur Erwartung dieses Momentes, welcher noch am selben Tag geschehen soll, erklärt Ding Yi die Grundlagen der Berechnungen, etwa wie Neutrinos mit ihrer geringen Masse und dunkle Materie gemeinsam die Kontraktion verursachen und wie dies anhand des Wechsels von Rotverschiebung zu Blauverschiebung beobachtet werden kann. Als eine Kollegin hereinkommt und erklärt, dass ihr Vater soeben gestorben ist, ist Ding Yi völlig unbeeindruckt und meint, dass sie sich keine Sorgen machen müsse. Die Kollegin wird sauer und belehrt Ding Yi, dass Väter mit einem viel größeren Einfluss auf unser Leben weitaus wichtiger seien als der Farbwechsel irgendwelcher Frequenzen, die uns keineswegs beeinflussen. Ding Yi lehnt das ruhig ab und enthüllt die Nachwirkung des Beginns der Kontraktion: Die Zeit wird dann rückwärts ablaufen. Was einst unsere Vergangenheit war, wird dann unsere Zukunft sein. Alle werden rückwärts sprechen und laufen, aber niemand wird irgendetwas vorab wissen, da man sich nur an die Vergangenheit aber nicht die Zukunft erinnern könne. Das Publikum reagiert schockiert als der Countdown endet und das Zeitalter der Kontraktion beginnt.

## Kritik
Paul Di Filippo schreibt im Locus Magazine, dass die Kurzgeschichte trotz ihres eintönigen aber doch trickreichen Kerns („despite its one-note gimmicky core“) eine effektiv umwerfende Geschichte über die unvorhergesehenen Konsequenzen der Umkehr der kosmischen Expansion seien („effectively mind-bending tale dealing with the unforeseen fallout from cosmological reversals of interstellar expansion“).
Nicole Beck schreibt in Strange Horizons, dass die Charakterisierung wieder auf Stereotype zurückfällt („the characterization often falls back on stereotype“) und die Kurzgeschichte andeutet, dass Wissen eine spezielle Fähigkeit sei mit der die Charaktere doch eine Sicherheit in Extremsituationen finden („drives home the idea that knowledge is a special ability that gives characters security in the most extreme situations“). Sie argumentiert über den Hauptcharakter, dass der ganze Aufbau sich wie für seine eigene Belustigung liest und seine Kontrolle der Situation ihn fast schon düster mache („entire setup reads like a performance for his own amusement, and [that] he becomes almost sinister in his control of the situation“). Sie denkt, dass dies andeutet, dass Intelligenz und die Fähigkeit zur Aneignung von Wissen die wohl wertvollste Währung sei („suggests that intelligence and the ability to acquire knowledge are perhaps the greatest currency anyone can possess“) und dass dies unabhängig von der eigenen Zustimmung eine nachdenkwürdige Idee sei („whether or not one agrees, it is a thought-provoking idea“).